# Как пришить свою жёнушку
«Как пришить свою жёнушку» (англ. How to Murder Your Wife) — американская кинокомедия 1965 года режиссёра Ричарда Куайна. Главные роли исполнили Джек Леммон и Вирна Лизи. Этот фильм можно с уверенностью отнести к американской комедийной классике 1950—1960-х годов.

## Сюжет
Стэнли Форд (Джек Леммон) — успешный, счастливый и неженатый художник комиксов, который наслаждается комфортным существованием в своём городском особняке, включая услуги своего верного и внимательного слуги Чарльза Фирбенка (Терри-Томас). В его комиксах секретный агент Баш Бренниган характеризуется высоким уровнем реализма: каким бы возмутительным не показался сюжет, Бренниган делает только то, что может сделать сам Стэнли. Перед тем, как выпустить очередной комикс о похождениях своего героя, Стэнли нанимает актеров и с их помощью проигрывает всю сюжетную линию от начала до конца. При этом Бреннигана играет он сам, в то время как его слуга Чарльз фотографирует весь процесс для того, чтобы потом на основе этих фотографий Стэнли смог изобразить всё это на бумаге.
Во время мальчишника по случаю намечающейся свадьбы своего друга Тоби Роулинса (Макс Шоуолтер) Стэнли настолько сильно напивается, что делает предложение красивой итальянской девушке (Вирне Лизи), появившейся из большого торта и одетой лишь в бикини из взбитых сливок. Столь же пьяный судья Блэкстон (Сидни Блэкмер) проводит импровизированную церемонию бракосочетания. На следующее утро Стэнли просыпается в своей постели вместе с голой девушкой, которая теперь является его женой. Он просит своего адвоката Гарольда Лэмпсона (Эдди Мэйехофф) устроить развод, но Лэмпсон сообщает ему, что это невозможно без законных оснований.
Новая невеста Стэнли веселая, ласковая и сексуальная, но она не говорит по-английски. Чтобы выучить английский язык, она проводит время с манипулятивной женой Гарольда Эдной (Клер Тревор), которая говорит на итальянском. К сожалению, в процессе общения с Эдной она также узнает и все её властные уловки. В то же время Чарльз, который не хочет работать у семейных пар, нанимается на работу к Тоби Роулинсу, которого бросила невеста. Миссис Форд, заменившая для Стэнли слугу Чарльза, заполняет ванную комнату Стэнли своей косметикой и бельём. Также Стэнли не может нормально выспаться из-за телевизора, который смотрит его жена для того, чтобы выучить английский язык. Что ещё хуже, из-за постоянного питания высококалорийной едой, которую она ему готовит, Стэнли сильно набирает вес, к тому же она сообщает ему, что её мать приедет из Рима, чтобы жить вместе с ними.
Привыкая к своему новому семейному положению, Стэнли изменяет свои комиксы про Баша Бреннигана. Теперь вместо подвигов секретного агента он приводит комедийные случаи из реальной жизни Стэнли. Баш Бренниган превращается в неуклюжего идиота и это имеет дикий успех у читателей. Однако миссис Форд продолжает навязывать Стенли свой образ жизни. Всё больше и больше раздраженный ограничениями супружеской жизни, Стэнли созывает собрание своих соратников в их чисто мужском оздоровительном клубе. Когда Эдна узнаёт об их встрече, она звонит по телефону миссис Форд и вызывает у неё подозрения по поводу деятельности Стэнли. Миссис Форд изворотливо пробирается в их клуб, в результате чего Стэнли выгоняют из клуба за нарушение клубной политики («никаких женщин»).
Чувствуя потребность в том, чтобы излить свое чувство неудовлетворенности, Стэнли придумывает сюжет для своего комикса, в котором Баш Бренниган убивает свою жену путём доведения её до наркотического опьянения и хоронит её в контейнере для бетона на строительной площадке рядом с их домом, так что Бренниган может затем возобновить свою карьеру в качестве секретного агента. Как всегда, он проигрывает события перед тем, как изобразить всё это на бумаге. Он подсыпал наркотик в бокал со спиртным своей жене во время вечеринки, в результате чего она начала танцевать на столе. Когда она уснула, он отнёс её в постель, а затем использовал манекен из универмага для захоронения.
Проснувшись утром, миссис Форд видит комикс, в котором Стэнли изобразил план её убийства, после чего она понимает, что надоела своему мужу. Она оставляет ему своё обручальное кольцо и уходит от него в неизвестном направлении. После прочтения комикса в газетах полиция пришла к выводу, что Стэнли на самом деле убил свою жену. К такому же выводу пришёл его адвокат Гарольд Лэмпсон, а также все читатели его комиксов. Стэнли арестовали и обвинили в убийстве, а его комиксы используются в качестве доказательств обвинения в суде. Во время судебного разбирательства Стэнли решает защищать себя сам, признает себя виновным в убийстве и просит у присяжных оправдать его. Поскольку все присяжные были мужчинами, он обратился к их чувствам относительно их собственных жен, в результате чего его оправдали.
По окончании суда Стэнли признаётся Чарльзу в кафе, что он не убивал свою жену и что он надеется на то, что она когда-нибудь вернётся к нему. Возвратившись домой, Стэнли находит свою жену в постели. Чарльз напоминает ему, что теперь он может убить её без каких-либо юридических последствий, так как он уже был оправдан за её убийство и по закону не может быть осужден за это повторно. Однако Стэнли не хочет этого делать, и после того, как он снова надел обручальное кольцо на палец своей жены, они помирились. Раз Стэнли сможет терпеть свою жену, то Чарльз решает, что и он сможет. Чарльз встречает привлекательную мать миссис Форд и понимает, что очарован ею.

## В ролях
- Джек Леммон — Стэнли Форд.
- Вирна Лизи — миссис Форд, жена Стэнли.
- Терри-Томас — Чарльз Фирбенк, слуга Стэнли.
- Эдди Мэйехофф — Гарольд Лэмпсон, адвокат Стэнли.
- Клер Тревор — Эдна Лэмпсон, жена Гарольда.
- Мэри Уикс — секретарша Гарольда.
- Джек Альбертсон — доктор Бентли.
- Макс Шоуолтер — Тоби Роулинс.
- Алан Хьюитт — окружной прокурор.
- Лорен Гилберт — менеджер мужского клуба.